# Miconia cordata
Miconia cordata är en tvåhjärtbladig växtart som beskrevs av José Jéronimo Triana. Miconia cordata ingår i släktet Miconia och familjen Melastomataceae. Inga underarter finns listade i Catalogue of Life.